# MEASAT
马来西亚东亚卫星（MEASAT）是由马来西亚东亚卫星公司运营的商用通信卫星系列，為國際廣播公司、直播到户平台和電信營運商提供衛星服務。整个系列包括4颗卫星，即Measat-1、2、3、3A卫星和3B衛星，分别于1996年1月12日、1996年11月13日、2006年12月11日、2009年6月21日和2022年6月23日发射，目前均在轨道运行中。2021年8月16日，MEASAT-3从太空坠落，并在坠落过程中于地球大气层中焚毁。從此MEASAT-3正式宣告退役。